# 圣贝特万-拉塔尼耶尔
圣贝特万-拉塔尼耶尔（法語：Saint-Berthevin-la-Tannière，法語發音：[sɛ̃ bɛʁtəvɛ̃ la tanjɛʁ]）是法国马耶讷省的一个市镇，属于马耶讷区。

## 地理
圣贝特万-拉塔尼耶尔（48°24'4"N, 0°56'47"W）面积17.64 平方千米，位于法国卢瓦尔河地区大区马耶讷省，该省份为法国西北部内陆省份，北起芒什省和奧恩省，西接伊勒-维莱讷省，南至曼恩-卢瓦尔省，东临萨尔特省。
与圣贝特万-拉塔尼耶尔接壤的市镇（或旧市镇、城区）包括：拉多雷、卡雷勒、勒瓦雷、蒙托丹、菲泰河畔圣马尔。
圣贝特万-拉塔尼耶尔的时区为UTC+01:00、UTC+02:00（夏令时）。

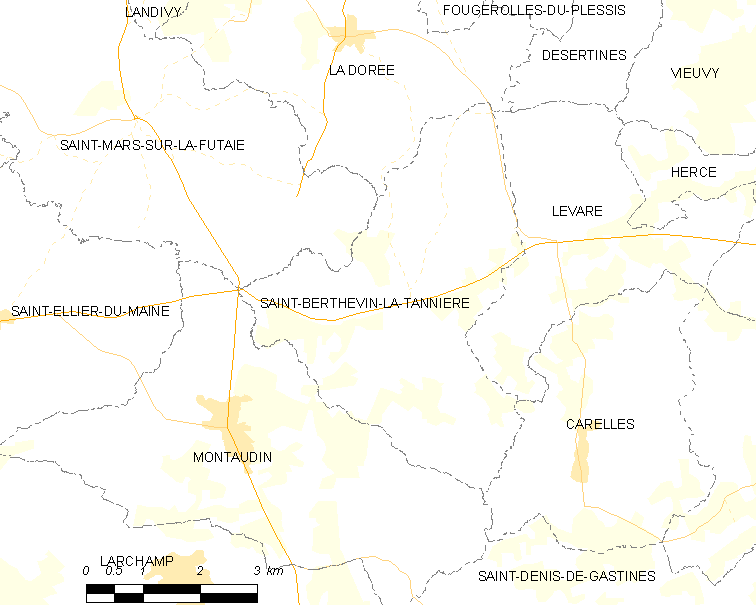
圣贝特万-拉塔尼耶尔的OSM定位图

## 行政
圣贝特万-拉塔尼耶尔的邮政编码为53220，INSEE市镇编码为53202。

## 政治
圣贝特万-拉塔尼耶尔所属的省级选区为戈龙县。

## 人口

1962-2008年间圣贝特万-拉塔尼耶尔人口变化图示

圣贝特万-拉塔尼耶尔于2022年1月1日时的人口数量为294人。